# Labadi Beach

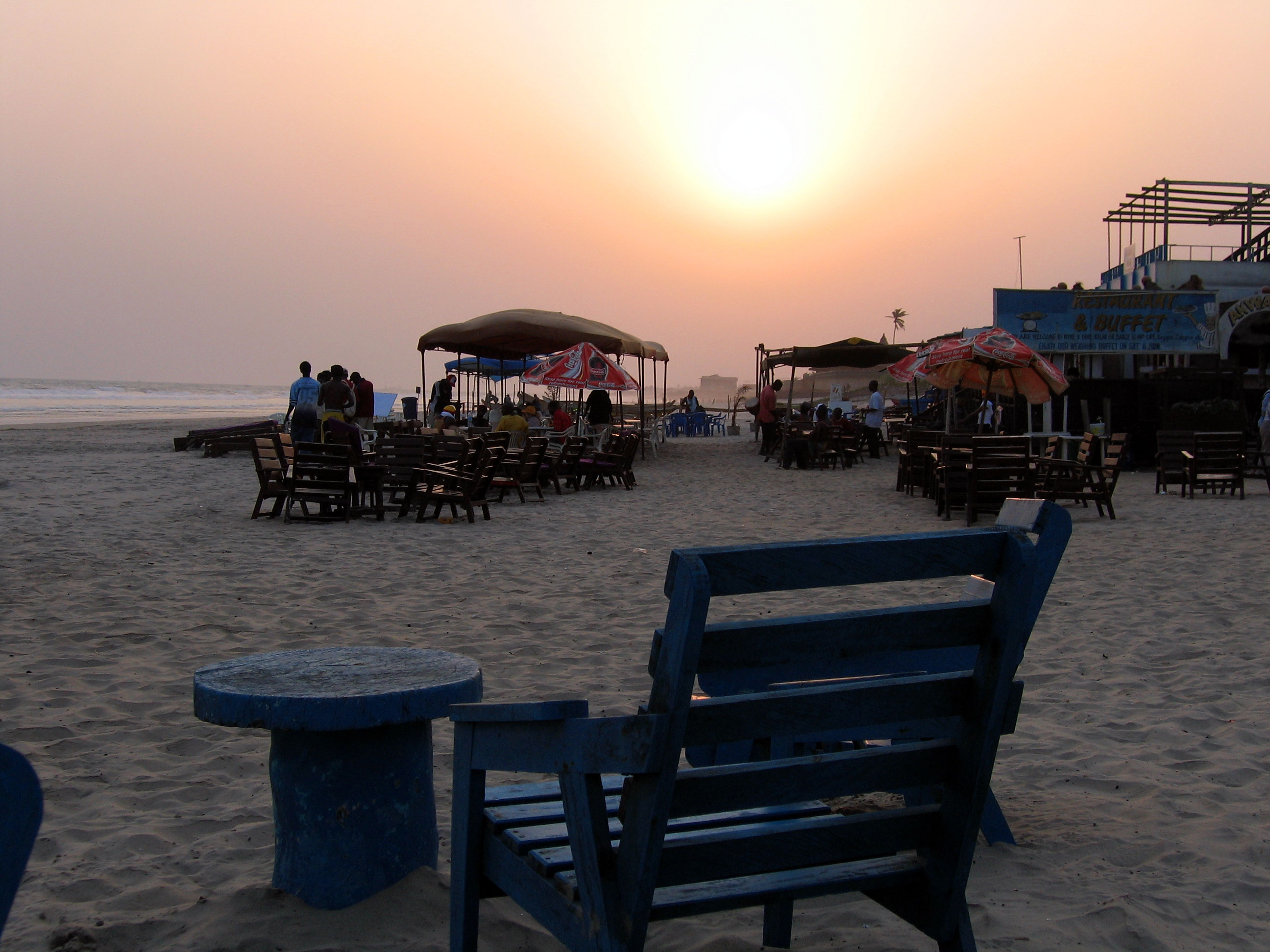

Labadi Beach, ou plus connue sous le nom de La Pleasure Beach est la plage la plus fréquentée de la côte ghanéenne. C'est l'une des plages d'Accra, elle est entretenue par les hôtels locaux. Labadi Beach se trouve dans une ville appelée La, populairement connue sous le nom de Labadi, près de Teshie dans la région du Grand Accra au Ghana. Un droit d'entrée pour ceux qui ne séjournent pas dans les hôtels est facturé. Les jours fériés et les week-ends, il y a souvent des spectacles de reggae, de hiplife, de playback et de tambours et de danses culturels. En 2014, la plage fait toujours l'objet d'un examen minutieux de la part de la communauté pour atténuer le problème persistant de la défécation à l'air libre sur la plage. Des propositions de construction d'installations sanitaires supplémentaires désignées pour faire face au problème ont été portées à l'attention du conseil local et des hôtels à proximité de la plage. En plus de visiter la plage pour s'amuser, les gens visitent l'endroit tôt le matin pour s'entraîner, principalement le week-end